# Angelina Muñiz-Huberman
Angelina Muñiz-Huberman (29 de diciembre de 1936–) es una escritora y poeta nacida en Hyères, Francia, con nacionalidad mexicana por naturalización desde 1954 
Medalla de Oro al Mérito en las Bellas Artes 2024.

## Biografía
Es hija de padres españoles, exiliados durante la guerra civil y se convirtió al judaísmo tras descubrir su ascendencia sefardí. La familia Muñiz se trasladó a la Ciudad de México. después de vivir brevemente en Cuba, en 1942.  
Angelina estudió en la Universidad Nacional Autónoma de México (UNAM), en la Universidad de la Ciudad de Nueva York y cursos de filología en El Colegio de México. Tiene un doctorado Letras de la UNAM y otro en Lenguas Romances de la Universidad de Pensilvania. Es profesora de literatura comparada en la Facultad de Filosofía y Letras de la UNAM.

## Premios
Muñiz-Huberman ganó el Premio Xavier Villaurrutia en 1985 por el cuento "Huerto Cerrado, Huerto Sellado” y en 1993, el Premio Sor Juana Inés de la Cruz de novela con “Dulcinea Encantada”. 
Entre otros reconocimientos que ha recibido se encuentran: José Fuentes Mares, Magda Donato, Woman of Valor Award, Manuel Levinsky, Universidad Nacional de México, Protagonista de la Literatura Mexicana, Orden de Isabel la Católica y Premio Nacional de Lingüística y Literatura 2018.
Muñiz-Huberman es miembro correspondiente de la Academia Espírito-santense de Letras, Vitória, Brasil.